# Повиренный, Иван Петрович
Иван Петрович Повиренный — советский хозяйственный, государственный и политический деятель.

## Биография
Родился в 1936 году в селе Могилёв. Член КПСС.
С 1954 года — на хозяйственной, общественной и политической работе. В 1954—1996 гг. — огнеупорщик по строительству доменных и мартеновских печей в организации «Союзтеплострой», в рядах Советской Армии, ученик слесаря-сборщика, слесарь-сборщик свеклоуборочной техники на комбайновом заводе имени Ворошилова, слесарь-инструментальщик арендного производственного объединения «Днепропетровский комбайновый завод» Днепропетровской области.
Указами Президиума Верховного Совета СССР от 4 мая 1975 года и от 8 августа 1984 года награждён орденами Трудовой Славы 3-й и 2-й степеней.
За большой личный вклад в дело совершенствования коллективных форм организации труда был в составе коллектива удостоен Государственной премии СССР за выдающиеся достижения в труде 1982 года.
Указом Президиума Верховного Совета СССР от 2 декабря 1991 года за большой личный вклад в повышение эффективности производства и освоение выпуска новой свеклоуборочной техники награждён орденом Трудовой Славы 1-й степени.
Живёт в Днепропетровске.